# La 12

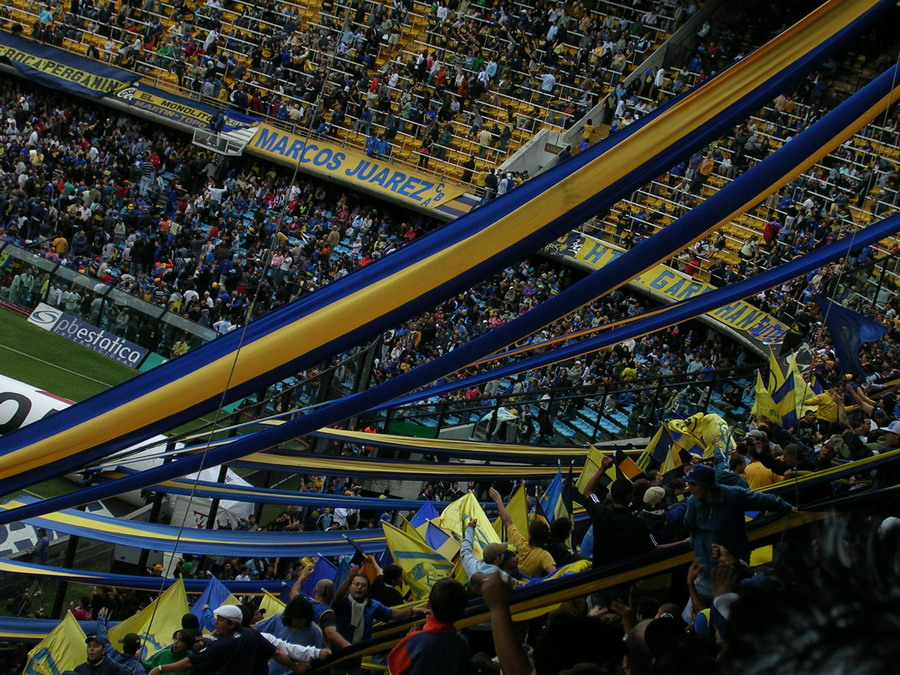
La 12 en La Bombonera.

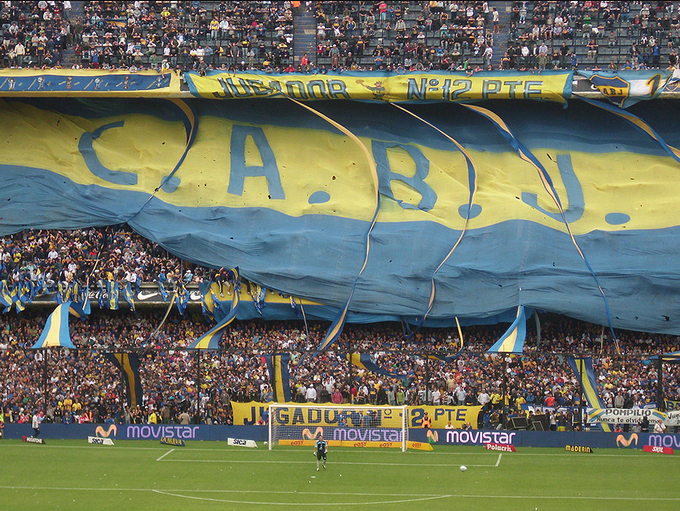
Bandeira de La 12.

La 12 ou La Doce é a barra brava do Club Atlético Boca Juniors, de Buenos Aires, Argentina.
Formada nos anos 60, a barra teve como principal líder o italiano José Barrita, conhecido como el Abuelo, que assumiu o comando em 1981.
A barra é famosa ao redor do mundo por ser uma das maiores e conhecidas do planeta, conhecida por cantar durante todo a partida, ou quando o Boca Juniors está perdendo. Também, a dita barra brava também é famosa por números altos de violência e desordem. Em 24 de novembro de 1994, a justiça argentina ordenou que fosse fechada a Fundação Jogador Número 12, braço legal da torcida, porque seria um veículo para lavagem de dinheiro. Em 16 de maio de 1997, a cúpula da barra foi processada por conspiração e crimes contra torcedores do River que aconteceram em 30 de abril de 1994. Entre eles, estava el Abuelo. Uma segunda geração assumiu o comando da barra, liderados por Rafael Di Zeo. Em 2007, Di Zeo e os novos líderes foram presos, mas acabaram liberados em 2010. Proibidos de voltar à torcida, viram Mauro Martín assumir o poder.
Los Borrachos del Tablón (do River Plate) é sua maior inimiga, e também mantém uma forte rivalidade com La Barra Del Rojo (do Independiente) e La Butteler (do San Lorenzo de Almagro).